# Губарев, Григорий Миронович
Григо́рий Миро́нович Гу́барев (1925—1998) — участник Великой Отечественной войны, стрелок 538-го стрелкового полка 120-й стрелковой дивизии 21-й армии 1-го Украинского фронта, красноармеец. Герой Советского Союза.

## Биография
Родился 15 августа 1925 года в с. Кваркено Кваркенского района Оренбургской области в семье крестьянина. Русский.
Окончил Харько́вскую школу Старополтавского района Волгоградской области, затем работал в колхозе.
В Красной Армии с декабря 1942 года. Участник Великой Отечественной войны с февраля 1943 года. До конца войны воевал на Волховском, Ленинградском, Карельском, Прибалтийском и 1-м Украинском фронтах. Участвовал в обороне Ленинграда, Пскова, Нарвы, в прорыве блокады Ленинграда, в освобождении Ленинградской области, Карельского перешейка, Эстонии, Польши и разгроме врага в Восточной Пруссии. Четырежды был ранен.
Стрелок 538-го стрелкового полка комсомолец рядовой Григорий Губарев 23 января 1945 года одним из первых переправился через реку Одер у населенного пункта Грошовиц (ныне в черте города Ополе, Польша) и заменил выбывшего из строя командира отделения.
После войны был демобилизован. Член КПСС с 1953 года. В этом же году окончил Дубовский сельскохозяйственный техникум (Волгоградская область), работал в колхозе агрономом. С 1979 года — диспетчер в колхозе села Савинка Палласовского района Волгоградской области.
Затем жил в Уральске. Умер 24 февраля 1998 года.

## Награды
- Звание Героя Советского Союза присвоено 10 апреля 1945 года.
- Награждён орденом Ленина и медалями СССР.

## Память
- В Уральске проводится городская зимняя спартакиада допризывной и призывной молодёжи, посвящённая памяти Героя Советского Союза Григория Мироновича Губарева[3].